# Arrondissement di Bayeux
L'arrondissement di Bayeux è un arrondissement dipartimentale della Francia situato nel dipartimento del Calvados, nella regione della Normandia.

## Storia
Fu creato nel 1800 sulla base dei preesistenti distretti.

## Composizione
L'arrondissement è composto da 126 comuni raggruppati in 6 cantoni:
- cantone di Balleroy
- cantone di Bayeux
- cantone di Caumont-l'Éventé
- cantone di Isigny-sur-Mer
- cantone di Ryes
- cantone di Trévières